# الشحطة (الوضيع)

تعديل مصدري - تعديل

الشحطة هي إحدى قرى عزلة  الوضيع بمديرية الوضيع التابعة لمحافظة أبين، بلغ تعداد سكانها 194 نسمة حسب تعداد اليمن لعام 2004.